# Polylux (Fernsehen)
Polylux war ein wöchentliches Magazin. Es ging aus der Berliner Lokalsendung Tip TV hervor und wurde von April 1997 bis zum 19. Dezember 2008 gesendet, zunächst im ORB und seit 2001 im Spätprogramm der ARD. Die redaktionelle Verantwortung innerhalb der ARD lag beim ORB und dann beim RBB. Die nach dem DDR-Projektormodell Polylux benannte Sendung wurde von Tita von Hardenberg moderiert und von ihrer Firma Kobalt Produktions Film- und Fernseh GmbH produziert. Während ihrer ersten Schwangerschaft übernahm Steffen Hallaschka die Moderation, die zweite Schwangerschaftspause überbrückte Jörg Thadeusz, zuletzt wurde sie von Katrin Bauerfeind vertreten.

## Konzept
Polylux berichtete in seinen Beiträgen über Zeitgeisterscheinungen, das politische Leben und die aktuellen Hauptereignisse, wobei es immer einen mehr oder minder satirischen Unterton beibehielt. Es richtete sich dabei an eine Zielgruppe eines vornehmlich jungen und lebensoffenen Publikums. Die Sendung stand innerhalb der ARD stark in der Kritik und stand 2004 kurz vor dem Aus. Den Machern wurde unter anderem ein starker Berlin-Zentrismus und eine Aufbauschung von Randerscheinungen zu allgemeingültigen Trends vorgeworfen. Seit diesem Zeitpunkt gab sich das Magazin den selbstironischen Untertitel: „polylux – das letzte im Ersten“.
Rubriken innerhalb der Sendung waren u. a. Porträt, Berlin für Anfänger, Popkultur, Polyluxus und seit Ende 2006 ein Fightclub, in dem ein Themenbereich in zwei Beiträgen von verschiedenen Seiten betrachtet wurde und die Zuschauer im Anschluss an die Sendung zum Mitdiskutieren im Internet angeregt wurden. Bis Juni 2007 fing in der Rubrik Satire Carsten van Ryssen Meinungen zu einem aktuellen Thema auf der Straße ein. Bis dahin endete auch jede Sendung mit einem aktuellen Kommentar von Manfred Dumke, der einen durchschnittlichen Berliner Frührentner repräsentierte und seine Meinungen ungeschönt unters Volk brachte.

## Öffentliche Rezeption
Die Sendung und ihre Moderatorin waren ab und zu Zielscheibe von Harald Schmidt, dessen Sendung donnerstags jeweils direkt vor Polylux lief.
Am 8. Dezember 2005 wurde Trutz Hardo in einem satirisch gemeinten Beitrag als kauziger Esoteriker präsentiert. Tita von Hardenberg behauptete, sie hätte nicht gewusst, dass Trutz Hardo u. a. wegen der Behauptung, die Juden seien auf Grund von Taten in früheren Leben selbst schuld am Holocaust, wegen Volksverhetzung rechtskräftig verurteilt worden sei. Helmut Lehner, der Leiter des Programmbereichs Film und Unterhaltung beim RBB, entschuldigte sich daraufhin bei der jüdischen Gemeinde für die Ausstrahlung.
Am 10. April 2008 gelang es der Hedonistischen Internationale, gefälschte Inhalte in einem Beitrag der Sendung zu platzieren. In der Reportage wurde ein vermeintlicher Speed-Konsument vorgestellt, der angeblich eine Drogen-Diät mache. In einer Pressemeldung des Kommando Tito von Hardenberg heißt es zur Begründung: „Polylux war zwar Ziel der Aktion, steht aber stellvertretend für weite Teile der Medienlandschaft, für die Recherche in erster Linie ein Kostenfaktor darstellt. Zentrale Bereiche des Journalismus werden an unterbezahlte Praktikanten ausgelagert, denen es aufgrund prekärer Arbeitsverhältnisse und des daraus resultierenden Drucks schwer möglich ist, ausreichend Zeit und Ressourcen in ihre Arbeit zu investieren.“

## Einstellung
Am 21. Mai 2008 gab der RBB die Einstellung der Sendung zum 31. Dezember 2008 bekannt und begründete dies mit der finanziellen Situation wegen fehlender Gebühreneinnahmen. Dabei spielte die niedrige Einschaltquote der Sendung eine Rolle.  Die im Februar 1999 eingetragene Wort-Bild-Marke wurde am 3. November 2008 auf Antrag des Inhabers gelöscht.
Die letzte Sendung wurde am 19. Dezember 2008 mit einem Best-Of und einer kompakten Zusammenfassung der Karriere ausgestrahlt. Dabei wurde angekündigt, dass der Polylux-Internetauftritt des RBB aber bestehen bleiben und weiterhin gepflegt werden solle. Die zugehörige Website polylux.tv ist, Stand Januar 2022, nicht mehr erreichbar.

## Ableger
Im Oktober 2006 ging für einige Wochen der Ableger Monolux im RBB auf Sendung; er sollte „jeweils ein zeittypisches Phänomen aus unterschiedlichen Richtungen beleuchten“.